# Cuneo Calcio Femminile 2014-2015
Questa voce raccoglie le informazioni riguardanti l'Associazione Sportiva Dilettantistica Cuneo Calcio Femminile nelle competizioni ufficiali della stagione 2014-2015.

## Stagione
La stagione 2014-2015 del Cuneo inizia con alcune importanti novità. La società si iscrive con una nuova denominazione sociale, abbandonando Associazione Culturale Polivalente Cuneo San Rocco Femminile, in breve Cuneo San Rocco, che doveva la sua denominazione al nome del quartiere cittadino dove aveva sede, per assumere quella di ASD Cuneo Calcio Femminile. La presidentessa Callipo decide di modificare anche l'organico, sia nella sua sezione tecnica, rilevando la coppia di allenatori Roberto Minoliti e Claudio Librandi che aveva condotto la squadra alla promozione la stagione precedente, con il nuovo tecnico Gianluca Petruzzelli, mentre la squadra viene rinforzata in tutti i settori, con la pedina più importante nell'attaccante Simona Sodini e che si rivelerà a fine stagione la maggiore realizzatrice della squadra. L'unico inserimento di una calciatrice straniera arriva durante la sessione di calciomercato invernale con la spagnola Rosita (Rosa Maria Herreros Ossorio) in arrivo dal campionato finlandese.
La stagione è iniziata il 6 settembre con il primo dei due incontri che ha disputato nel triangolare girone B del turno preliminare della Coppa Italia. Ha superato il turno terminando il triangolare al primo posto grazie alle due vittorie sul Musiello Saluzzo e sul Luserna. Nei sedicesimi di finale trova le liguri dell'Amicizia Lagaccio con le quali riescono inizialmente a rimontare i due svantaggi per concludere la partita al termine dei tempi regolamentari sul 2-2, tuttavia giunte a disputare i tiri di rigore l'errore dal dischetto di Michela Franco costringe le piemontesi ad abbandonare il torneo.
Il primo campionato in Serie A del Cuneo si è concluso con il decimo posto a 24 punti, frutto di 8 vittorie, 18 sconfitte e nessun pareggio; la formula del campionato avrebbe previsto i play-out per la formazione piemontese, tuttavia grazie al distacco superiore ai nove punti sulla prevista avversaria, la Res Roma classificatosi settima, la costringono alla retrocessione e a ripartire dalla stagione di Serie B 2015-2016.

## Organigramma societario
Area tecnica
- Allenatore: Gianluca Petruzzelli
- Preparatore atletico: Emanuele Chiappero
- Preparatore dei portieri: Ferruccio Bellino

## Rosa
Aggiornata al gennaio 2015
| N. |                   | Ruolo | Calciatrice        |
| -- | ----------------- | ----- | ------------------ |
|    | Italia (bandiera) | P     | Noemi Asteggiano   |
|    | Italia (bandiera) | P     | Carlotta Dutto     |
|    | Italia (bandiera) | P     | Arianna Ozimo      |
|    | Italia (bandiera) | D     | Angelica Armitano  |
|    | Italia (bandiera) | D     | Veronica Belfanti  |
|    | Italia (bandiera) | D     | Cinzia Bertone     |
|    | Italia (bandiera) | D     | Alessia Cobelli    |
|    | Italia (bandiera) | D     | Arianna Pittavino  |
|    | Italia (bandiera) | D     | Eleonora Rosso     |
|    | Italia (bandiera) | D     | Daniela Zucconelli |
|    | Italia (bandiera) | C     | Emma Errico        |
|    | Italia (bandiera) | C     | Ilaria Fiorese     |

| N. |                   | Ruolo | Calciatrice                 |
| -- | ----------------- | ----- | --------------------------- |
|    | Italia (bandiera) | C     | Michela Franco              |
|    | Italia (bandiera) | C     | Luisa Giraudo               |
|    | Spagna (bandiera) | C     | Rosita                      |
|    | Italia (bandiera) | C     | Carola Librandi             |
|    | Italia (bandiera) | C     | Monica Magnarini (capitano) |
|    | Italia (bandiera) | C     | Giorgia Tudisco             |
|    | Italia (bandiera) | A     | Elisa Cerato                |
|    | Italia (bandiera) | A     | Camilla Minopoli            |
|    | Italia (bandiera) | A     | Francesca Papaleo           |
|    | Italia (bandiera) | A     | Michela Pesce               |
|    | Italia (bandiera) | A     | Simona Sodini               |
|    | Italia (bandiera) | A     | Chiara Sordello             |

## Calciomercato

### Sessione estiva
| Acquisti | Acquisti          | Acquisti           | Acquisti   |
| R.       | Nome              | da                 | Modalità   |
| -------- | ----------------- | ------------------ | ---------- |
| P        | Arianna Ozimo     | Alessandria        | definitivo |
| D        | Veronica Belfanti | AGSM Verona        | prestito   |
| D        | Michela Franco    | Riviera di Romagna | definitivo |
| D        | Eleonora Rosso    | Torino             | definitivo |
| C        | Emma Errico       | Amicizia Lagaccio  | definitivo |
| C        | Giorgia Tudisco   | Torino             | definitivo |
| A        | Francesca Papaleo | Matuziana Sanremo  | prestito   |
| A        | Simona Sodini     | Luserna            | definitivo |

|  |

### Sessione invernale
| Acquisti | Acquisti | Acquisti         | Acquisti   |
| R.       | Nome     | da               | Modalità   |
| -------- | -------- | ---------------- | ---------- |
| C        | Rosita   | Kokkola Futis 10 | definitivo |

| Cessioni | Cessioni | Cessioni | Cessioni |
| R.       | Nome     | a        | Modalità |
| -------- | -------- | -------- | -------- |
|          |          |          |          |

## Risultati

### Serie A

#### Girone di andata
| Arbitro: | Emilio Zanotti (Pavia) |

|  |           |                              |
|  | Marcatori | 4’, 76’ Sabatino 65’ Tarenzi |

| Arbitro: | Luca Bergamin (Castelfranco Veneto) |

|                                      |           |  |
| Brumana 27’, 54’ (rig.) Lauriola 87’ | Marcatori |  |

| Arbitro: | Alex Feraudo (Chiavari) |

|            |           |                                                                    |
| Sodini 10’ | Marcatori | 35’, 46’ Marchese 57’ Domenichetti 67’ Pinna 71’ Carta 74’ Serrano |

| Arbitro: | Laura Ponso (Bassano del Grappa) |

|  |           |                          |
|  | Marcatori | 29’ Magnarini 39’ Errico |

| Arbitro: | Giorgio Ravera (Lodi) |

|            |           |                                                                                                   |
| Franco 17’ | Marcatori | 12’, 19’, 56’, 81’ Panico 27’ Sipos 28’ Maendly 41’, 43’, 67’ Gabbiadini 83’ Bonetti 89’ Gelmetti |

| Arbitro: | Roca |

|                    |           |             |
| Anaclerio 20’, 49’ | Marcatori | 77’ Papaleo |

| Arbitro: | Michele Bernardini (Genova) |

|             |           |                                   |
| Cobelli 71’ | Marcatori | 61’ Iannella 74’, 86’ Scarpellini |

| Arbitro: | Stefano Campagnolo (Bassano del Grappa) |

|             |           |                        |
| Piemonte 4’ | Marcatori | 47’ (rig.), 71’ Sodini |

| Arbitro: | Manuel Berti (Pavia) |

|            |           |                                                         |
| Sodini 81’ | Marcatori | 32’ Razzolini 49’ Vicchiarello 71’ Guagni 73’ Del Prete |

| Arbitro: | Simone Biffi (Treviglio) |

|             |           |                                           |
| Mazzola 50’ | Marcatori | 4’, 15’, 86’ Sodini 39’ Cerato 75’ Errico |

| Arbitro: | Adriano Fantino (Nichelino) |

|                      |           |                |
| Sodini 54’ Pesce 71’ | Marcatori | 45’ Nainggolan |

| Arbitro: | Maurizio Di Noia (Modena) |

|                 |           |          |
| Pugnali 8’, 82’ | Marcatori | 1’ Pesce |

| Arbitro: | Giampiero Salvo Rossi (Pinerolo) |

|                 |           |                                             |
| Sodini 36’, 92’ | Marcatori | 59’ De Val 71’ Tommasella 88’ (rig.) Paroni |

#### Girone di ritorno
| Arbitro: | Paggiola (Legnago) |

|                          |           |  |
| Sabatino 82’ Cernoia 89’ | Marcatori |  |

| Arbitro: | Edoardo Borca (Torino) |

|            |           |                                                           |
| Errico 43’ | Marcatori | 3’, 20’, 41’ Brumana 32’ Frizza 50’ Zuliani 53’ Camporese |

| Arbitro: | Andrea Ancora (Roma 1) |

|                                     |           |  |
| Piacezzi 37’ Pinna 70’ Flaviano 83’ | Marcatori |  |

| Arbitro: | Alex Feraudo (Chiavari) |

|                                    |           |           |
| Herreros Osorio 8’, 48’ Errico 42’ | Marcatori | 90’ Merli |

| Arbitro: | Marco Bozzo (San Donà di Piave) |

|                                                                       |           |  |
| Bonetti 12’, 51’ Gabbiadini 17’, 69’ (rig.) Panico 64’ Di Criscio 78’ | Marcatori |  |

| Arbitro: | Loffredo |

|                 |           |  |
| Moore 2’ (aut.) | Marcatori |  |

| Arbitro: | Mauro Bracconi (Brescia) |

|                             |           |            |
| Giacinti 14’, 24’, 65’, 67’ | Marcatori | 92’ Sodini |

| Arbitro: | Prior |

|                          |           |              |
| Librandi 67’ Tudisco 71’ | Marcatori | 48’ Piemonte |

| Arbitro: | Adalberto Fiero (Pistoia) |

|                                |           |            |
| Salvatori Rinaldi 1’, 54’, 87’ | Marcatori | 47’ Sodini |

| Arbitro: | Edoardo Borca (Torino) |

|  |           |          |
|  | Marcatori | 15’ Erba |

| Arbitro: | Lorenzo Mazzarà (Palermo) |

|                     |           |  |
| Ciccotti 15’ (rig.) | Marcatori |  |

| Arbitro: | Filippo Prior (Ivrea) |

|             |           |                                                          |
| Cobelli 20’ | Marcatori | 45’ (rig.) Pugnali 81’ Tucceri Cimini 94’ Mastrovincenzo |

| Arbitro: | Laura Ponso (Bassano del Grappa) |

|  |           |                         |
|  | Marcatori | 80’ Librandi 87’ Sodini |

### Coppa Italia

#### Primo turno
Triangolare - girone B
| Arbitro: | Gabriele Filomena (Collegno) |

|  |           |                         |
|  | Marcatori | 39’ Belfanti 80’ Errico |

| Arbitro: | Daniele Sonetti (Genova) |

|                      |           |  |
| Sodini 41’ Pesce 53’ | Marcatori |  |

#### Sedicesimi di finale
| Arbitro: | Federico Mezzalira (Varese) |

|                                         |                      |                                 |
| Baghino 16’ Nietante 44’                | Marcatori            | 35’ Errico 51’ Pesce            |
| Nietante Beltrandi De Luca Merler Nasso | Tiri di rigore 5 – 3 | Errico Franco Belfanti Armitano |

## Statistiche

### Statistiche di squadra
| Competizione | Punti | In casa | In casa | In casa | In casa | In casa | In casa | In trasferta | In trasferta | In trasferta | In trasferta | In trasferta | In trasferta | Totale | Totale | Totale | Totale | Totale | Totale | DR  |
| Competizione | Punti | G       | V       | N       | P       | Gf      | Gs      | G            | V            | N            | P            | Gf           | Gs           | G      | V      | N      | P      | Gf     | Gs     | DR  |
| ------------ | ----- | ------- | ------- | ------- | ------- | ------- | ------- | ------------ | ------------ | ------------ | ------------ | ------------ | ------------ | ------ | ------ | ------ | ------ | ------ | ------ | --- |
| Serie A      | 24    | 13      | 4       | 0       | 9       | 16      | 43      | 13           | 4            | 0            | 9            | 15           | 29           | 26     | 8      | 0      | 18     | 31     | 72     | -41 |
| Coppa Italia | -     | 1       | 1       | 0       | 0       | 2       | 0       | 2            | 1            | 1            | 0            | 4            | 2            | 3      | 2      | 1      | 0      | 6      | 2      | +4  |
| Totale       | -     | 14      | 5       | 0       | 9       | 18      | 43      | 15           | 5            | 1            | 9            | 19           | 31           | 29     | 10     | 1      | 18     | 37     | 74     | -37 |

### Andamento in campionato
| Giornata  | 1 | 2 | 3 | 4 | 5 | 6 | 7 | 8 | 9 | 10 | 11 | 12 | 13 | 14 | 15 | 16 | 17 | 18 | 19 | 20 | 21 | 22 | 23 | 24 | 25 | 26 |
| --------- | - | - | - | - | - | - | - | - | - | -- | -- | -- | -- | -- | -- | -- | -- | -- | -- | -- | -- | -- | -- | -- | -- | -- |
| Luogo     | C | T | C | T | C | T | C | T | C | T  | C  | T  | C  | T  | C  | T  | C  | T  | C  | T  | C  | T  | C  | T  | C  | T  |
| Risultato | P | P | P | V | P | P | P | V | P | V  | V  | P  | P  | P  | P  | P  | V  | P  | V  | P  | V  | P  | P  | P  | P  | V  |
| Posizione |   |   |   |   |   |   |   |   |   |    |    |    |    |    |    |    |    |    |    |    |    |    |    |    |    | 10 |

Legenda:

Luogo: C = Casa; T = Trasferta. Risultato: V = Vittoria; N = Pareggio; P = Sconfitta.

### Statistiche delle giocatrici
| Giocatore     | Serie A  | Serie A | Serie A     | Serie A    | Coppa Italia | Coppa Italia | Coppa Italia | Coppa Italia | Totale   | Totale | Totale      | Totale     |
| Giocatore     | Presenze | Reti    | Ammonizioni | Espulsioni | Presenze     | Reti         | Ammonizioni  | Espulsioni   | Presenze | Reti   | Ammonizioni | Espulsioni |
| ------------- | -------- | ------- | ----------- | ---------- | ------------ | ------------ | ------------ | ------------ | -------- | ------ | ----------- | ---------- |
| A. Armitano   | 25       | 0       | 2           | 1          | 3            | 0            | ?            | ?            | 28       | 0      | 2+          | 1+         |
| N. Asteggiano | 19       | -58     | 1           | 0          | 2            | -2           | ?            | ?            | 21       | -60    | 1+          | 0+         |
| V. Belfanti   | 16       | 0       | 1           | 0          | 3            | 1            | ?            | ?            | 19       | 1      | 1+          | 0+         |
| C. Bertone    | 0        | 0       | 0           | 0          | 0            | 0            | 0            | 0            | 0        | 0      | 0           | 0          |
| E. Cerato     | 22       | 1       | 1           | 0          | 3            | 0            | ?            | ?            | 25       | 1      | 1+          | 0+         |
| A. Cobelli    | 20       | 2       | 1           | 0          | 1            | 0            | ?            | ?            | 21       | 2      | 1+          | 0+         |
| C. Dutto      | 0        | 0       | 0           | 0          | 0            | 0            | 0            | 0            | 0        | 0      | 0           | 0          |
| E. Errico     | 26       | 4       | 1           | 0          | 3            | 2            | ?            | ?            | 29       | 6      | 1+          | 0+         |
| I. Fiorese    | 3        | 0       | 0           | 0          | 2            | 0            | ?            | ?            | 5        | 0      | 0+          | 0+         |
| M. Franco     | 26       | 1       | 2           | 0          | 3            | 0            | ?            | ?            | 29       | 1      | 2+          | 0+         |
| L. Giraudo    | 14       | 0       | 0           | 0          | 0            | 0            | 0            | 0            | 14       | 0      | 0           | 0          |
| C. Librandi   | 22       | 2       | 3           | 0          | 0            | 0            | 0            | 0            | 22       | 2      | 3           | 0          |
| M. Magnarini  | 24       | 1       | 2           | 0          | 2            | 0            | ?            | ?            | 26       | 1      | 2+          | 0+         |
| C. Minopoli   | 1        | 0       | 0           | 0          | 0            | 0            | 0            | 0            | 1        | 0      | 0           | 0          |
| A. Ozimo      | 7        | -14     | 0           | 0          | 1            | 0            | ?            | ?            | 8        | -14    | 0+          | 0+         |
| F. Papaleo    | 18       | 1       | 3           | 1          | 2            | 0            | ?            | ?            | 20       | 1      | 3+          | 1+         |
| M. Pesce      | 13       | 2       | 2           | 0          | 2            | 2            | ?            | ?            | 15       | 4      | 2+          | 0+         |
| A. Pittavino  | 18       | 0       | 0           | 0          | 2            | 0            | ?            | ?            | 20       | 0      | 0+          | 0+         |
| . Rosita      | 12       | 2       | 0           | 0          | 0            | 0            | 0            | 0            | 12       | 2      | 0           | 0          |
| E. Rosso      | 24       | 0       | 3           | 0          | 3            | 0            | ?            | ?            | 27       | 0      | 3+          | 0+         |
| S. Sodini     | 21       | 13      | 4           | 0          | 3            | 1            | ?            | ?            | 24       | 14     | 4+          | 0+         |
| C. Sordello   | 0        | 0       | 0           | 0          | 0            | 0            | 0            | 0            | 0        | 0      | 0           | 0          |
| G. Tudisco    | 24       | 1       | 0           | 0          | 3            | 0            | ?            | ?            | 27       | 1      | 0+          | 0+         |
| D. Zucconelli | 4        | 0       | 0           | 0          | 3            | 0            | ?            | ?            | 7        | 0      | 0+          | 0+         |